# Leon Coene
Leon Coene (Sijsele, 12 april 1878 - Oedelem, 4 juni 1937) was burgemeester van Oedelem.

## Levensloop
Coene was landbouwer. Hij was getrouwd met Hélène Van Acker en ze hadden verschillende kinderen.
Hij was burgemeester tot aan zijn dood. Nog in februari 1937 was hij jurylid in Veurne in een prijskamp van tweejarige paarden (hengsten en merries), georganiseerd door de West-Vlaamse Paardenkweekbond.